# Phyllanthus helenae
Phyllanthus helenae är en emblikaväxtart som beskrevs av Maurice Schmid. Phyllanthus helenae ingår i släktet Phyllanthus och familjen emblikaväxter. Inga underarter finns listade i Catalogue of Life.